# Setka
Setka je bio princ drevnoga Egipta, sin faraona Džedefre i kraljice Kentetenke te unuk faraona Kufua i praunuk faraona Snofrua. Imao je naslov najstarijeg kraljeva sina, ali su i njegova braća bila "najstariji sinovi kralja". Moguće je da je Setka bio vladar nakon svog oca, a prije svog polustrica Kafre. U Abu Rawashu je nađen kip koji prikazuje Setku kao pisara. Kip se može vidjeti u muzeju Louvre u Parizu.

## Vanjske poveznice
|  | Zajednički poslužitelj ima još gradiva o temi Setka |